# Palicourea grandifolia
Palicourea grandifolia är en måreväxtart som först beskrevs av Carl Ludwig von Willdenow och Schult., och fick sitt nu gällande namn av Paul Carpenter Standley. Palicourea grandifolia ingår i släktet Palicourea och familjen måreväxter. Inga underarter finns listade i Catalogue of Life.